# Villa Spaeth

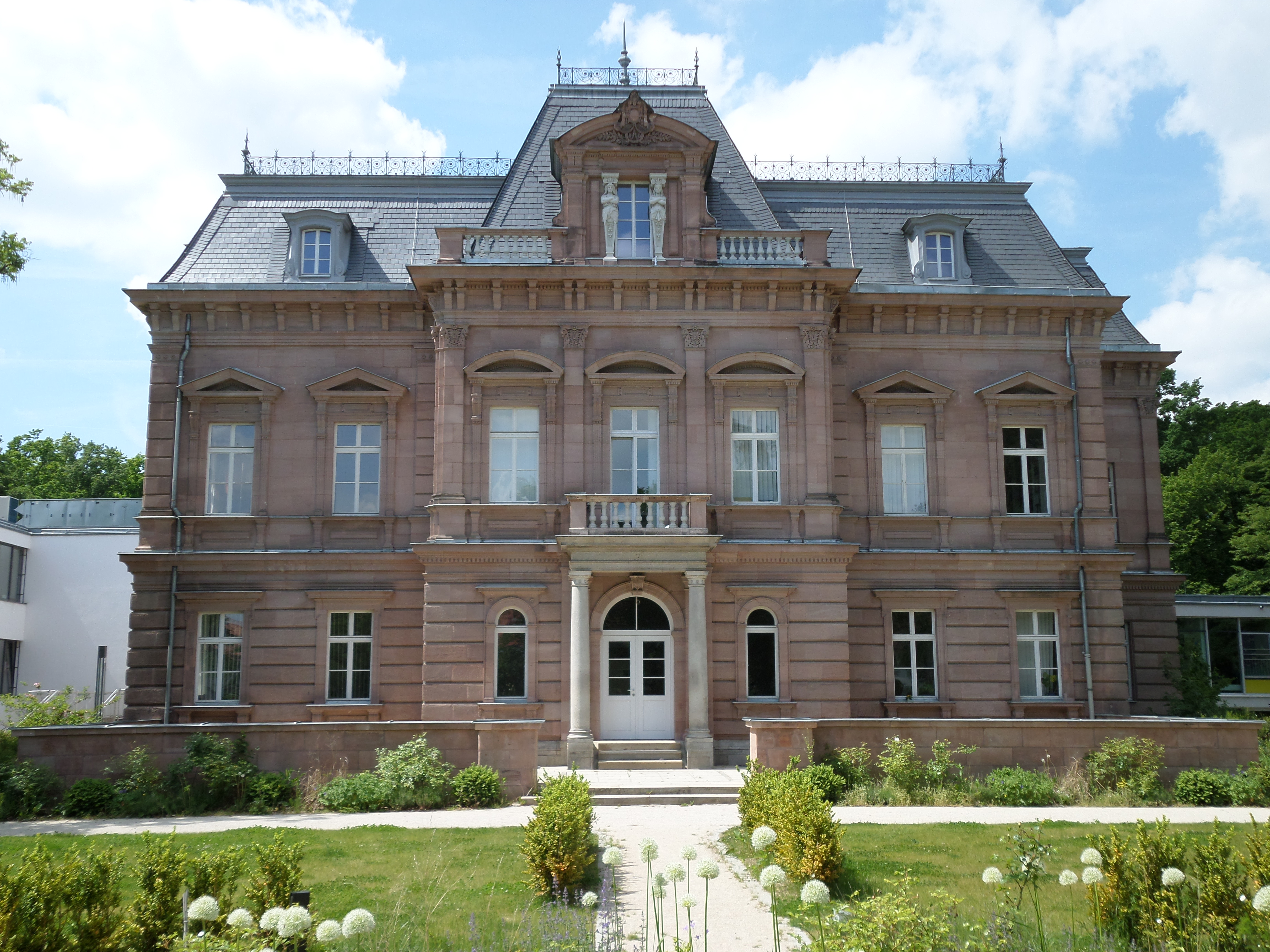
Villa Spaeth in der Dutzendteichstraße

Die Villa Spaeth (Villa Späth), auch Falk-Villa genannt ist eine gründerzeitliche Unternehmervilla im Südosten von Nürnberg, Dutzendteichstraße 24. Sie beherbergt das Sportinternat Haus der Athleten.

## Geschichte
Die Villa wurde 1874 von Konradin Walther für Johannes Falk, den Schwiegersohn des Nürnberger Maschinenfabrikanten Johann Wilhelm Späth im Stil eines nordfranzösischen Schlosses errichtet. 1929 erwarb der Frankfurter Kaufmann Paul Simon das Anwesen und ließ es von Ludwig Ruff umbauen. Bereits nach der Machtübernahme 1933 drängten Nationalsozialisten Simon wegen seiner jüdischen Abstammung aus seinem Eigentum. Ab 1945 nutzten zunächst die Amerikaner die Liegenschaft.
Die repräsentative Villa auf dem ehemals parkartigen Grundstück ist seit 1956 im Besitz der Erzdiözese Bamberg und war 1957 bis 1998 Sitz des katholischen Knabenseminars St. Paul. Seit den 1970er Jahren wurde die denkmalgeschützte Villa durch diverse Anbauten von drei Seiten umschlossen.

## Heutige Nutzung
Heute beherbergt die Anlage das Haus der Athleten, ein von der Stadt Nürnberg betriebenes Internat für junge Sportler. Die Schüler besuchen Nürnberger Schulen, vor allem die Bertolt-Brecht-Schule und die Lothar-von-Faber-Fachoberschule und trainieren bei Nürnberger Vereinen wie dem 1. FC Nürnberg. Weiterhin nutzt der benachbarte Fachbereich Erziehungswissenschaften der Universität Wohnheimplätze und weitere Räume.
Die einmal geplante weitere bauliche Ergänzung um zwei blockartige Baukörper auf der bislang freien Vorderseite war und ist umstritten, weil damit die Ansicht auf die Fassade verstellt werden würde.